# Joseph Ulbrich
Joseph Ulbrich (* 23. Oktober 1843 in Eger, Böhmen; † 20. August 1910 in Prag) war ein österreichischer Rechtswissenschaftler auf dem Fachgebiet Öffentliches Recht.

## Leben
Als Sohn eines Oberfinanzrats geboren, studierte Ulbrich nach dem Besuch des Staatsgymnasiums in der Prager Neustadt Rechtswissenschaften in Prag. Während seines Studiums wurde er 1861 Mitglied der Burschenschaft Carolina Prag. Nach seinem Studium war er zunächst im Justiz- und Verwaltungsdienst Österreich-Ungarns beschäftigt und habilitierte sich 1875 an der noch ungeteilten Karls-Universität. Seit 1879 Extraordinarius, wurde er 1884 Lehrstuhlinhaber an der ausgegliederten deutschen Karl-Ferdinands-Universität. Von 1897 bis 1899 war er zweimal ihr Rektor. Die erste Rektoratsrede am 10. November 1897 befasste sich mit dem Verwaltungsrecht im Rechts- und Culturstaate der Gegenwart. Über das Staatsrecht schrieb er:

„Eine wissenschaftliche Darstellung des Staatsrechtes darf nicht ein trübes Gemenge philosophischer, historischer, statistischer Notizen sein; sie muß vielmehr in strenger Systematik ihren Stoff juristisch behandeln.“

Ab 1905 war Ulbrich zudem Mitglied des österreichischen Herrenhauses. Er starb mit 67 Jahren.

## Schriften
- Über öffentliche Rechte und Verwaltungsgerichtsbarkeit mit Rücksicht auf die Einrichtung eines Verwaltungsgerichtshofes in Österreich, 1875. GoogleBooks
- Der Entwurf der neuen Gewerbeordnung, 1878. GoogleBooks
- Die rechtliche Natur der österreichisch-ungarischen Monarchie, 1879.
- Lehrbuch des österreichischen Staatsrechts für den akademischen Gebrauch und die Bedürfnisse der Praxis. Berlin 1883. GoogleBooks
- Über Credit- und Bankwesen, 1884.
- Thierquälerei und Thierschutz, 1892.
- Das Staatsrecht der österreichisch-ungarischen Monarchie. In: Handbuch des öffentlichen Rechts der Gegenwart. Tübingen 1884, 3. Aufl. 1904
- Lehrbuch des österreichischen Verwaltungsrechts. Wien 1904
- mit Ernst Mischler (Jurist): Österreichisches Staatswörterbuch, 3 Bände Wien 1894–1897; 2. Aufl. 1904
- Handbuch des gesamten österreichischen Öffentlichen Rechtes, Band 1, 1895. GoogleBooks
- Handbuch der österreichischen polithischen Verwaltung für die im Reichsrathe vertretenen Königreiche und Länder, Band 2, 1890. GoogleBooks
- Das österreichische Staatsrecht, 1904.